# Plectrura metallica
Plectrura metallica là một loài bọ cánh cứng trong họ Cerambycidae.